# Marija Pavlovna Romanova orosz nagyhercegnő (1890–1958)
Ifjabb Marija Pavlovna orosz nagyhercegnő, férjezett Mária svéd királyi és södermanlandi hercegné (oroszul: Великая Княгиня Мария Павловна Романова, svédül: Prinsessa Maria av Sverige, Hertiginna av Södermanland; Szentpétervár, 1890. április 6./18. – Konstanz, 1958. december 13.) orosz nagyhercegnő, első házassága révén svéd királyi hercegné és Södermanland hercegnéje, második házassága révén Putyjatyina hercegné.

## Élete

### Származása és gyermekkora
Marija Pavlovna nagyhercegnő Pavel Alekszandrovics nagyherceg és Alexandra görög királyi hercegnő első gyermekeként jött a világra 1890 áprilisában. Mivel a családban volt már egy Marija Pavlovna, ezért a kis Marija nagyhercegnő azonnal a „fiatalabb Marija Pavlovnaként” vált ismertté. Családi körökben használatos beceneve a „Marie”, vagy a „Marisa” volt.
Alexandra hercegnő 1891-ben elhunyt a második gyermeke, Dmitrij Pavlovics nagyherceg születése közben fellépő komplikációk következtében. Pavel Alekszandrovics egészségét súlyosan megrendítette felesége elvesztése, az orvosok európai kúrákat javasoltak neki. Mivel Marija Pavlovna és öccse még túl fiatalok voltak ahhoz, hogy édesapjukkal tartsanak, Pavel Alekszandrovics bátyjára, Szergej Alekszandrovics nagyhercegre és nejére, Erzsébet hesseni hercegnőre, férjezett Jelizaveta Fjodorovnára bízta a gyermekeket. Marija Pavlovnát és Dmitrij Pavlovicsot a kezdetektől fogva szoros kapcsolat fűzte nagybátyjukhoz és nagynénjükhöz, idővel pedig szüleikként tekintettek rájuk.

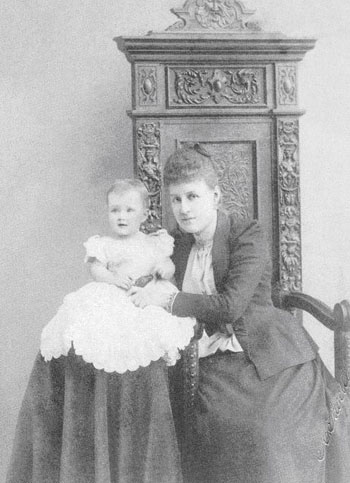
Marija Pavlovna nagyhercegnő és édesanyja, Alexandra görög királyi hercegnő (1890)

1902-ben Pavel Alekszandrovics morganatikus házasságot kötött szeretőjével, Olga Valerianovna Karnovával. Karnova egy német kisnemesi származású orosz tiszt elvált felesége volt, aki csak azzal a feltétellel válhatott el férjétől, hogy utána nem megy nőül a nagyherceghez. A házasságkötés hallatára az uralkodó száműzte Pavel Alekszandrovicsot és második hitvesét Oroszországból. Marija Pavlovnát és öccsét Szergej Alekszandrovics és Jelizaveta Fjodorovna gyámsága alá helyezték. 1905-ben egy merénylet során meghalt Szergej nagyherceg. Marija Pavlovna és fivére továbbra is Jelizaveta Fjodorovna gyámsága alatt maradtak, melyet azonban részben átvállalt unokatestvérük, II. Miklós cár. Jelizaveta nagyhercegné egy újfajta orosz apácarend megalapításába kezdett bele, ám továbbra is gondoskodott unokaöccséről és unokahúgáról. Kapcsolata Marija Pavlovnával – noha a nagyhercegnő számára Jelizaveta Fjodorovna volt az egyetlen anya – meglehetősen különös volt. „A fiatal Marija Pavlovna állandóan neheztelt nagynénjére és nagybátyjára, őket okolta azért, amiért apja elhagyta őket – arra nem volt képes, hogy őt okolja.”
Szergej Alekszandrovics és neje kiváló nevelést biztosítottak a  rájuk bízott gyermekeknek. Marija Pavlovnát kiskorában angol dajkák vették körül, majd egy francia nevelőnő felügyelete alá került, aki egészen a nagyhercegnő házasságkötéséig mellette maradt. A nagyhercegnőről így vélekedett nagynénje, Marija Georgijevna nagyhercegné: „Élettel és határtalan boldogsággal volt tele, azonban hajlott a makacsságra és az önzésre, amivel nehéz volt mit kezdeni”.

### Házassága és gyermeke

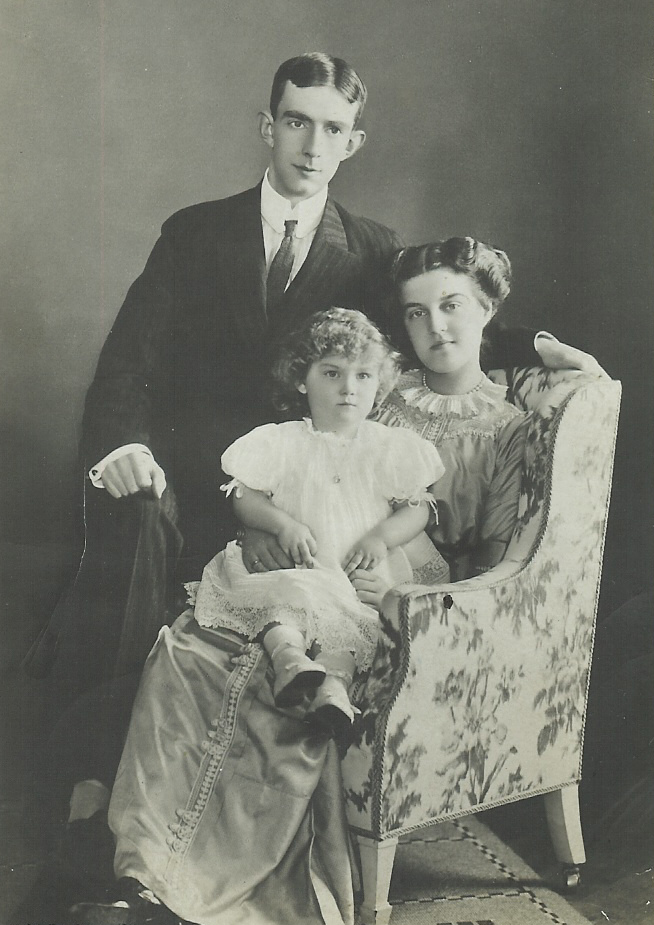
Marija Pavlovna nagyhercegnő férjével és fiával (1911; Hovateljé Jaeger)

1907 elején Marija Pavlovna nagyhercegnő eljegyzést kötött V. Gusztáv svéd király és Viktória badeni hercegnő második fiával. Vilmos svéd királyi herceg Södermanland uralkodója volt; a házassági terv feltehetően Jelizaveta Fjodorovna nagyhercegnétől származott. A díszes keretek között zajló esküvőt 1908. május 3-án tartották Carszkoje Szelóban. A még mindig száműzetését töltő Pavel nagyhercegnek nem adatott meg, hogy részt vegyen leánya esküvőjén, bár utólag találkozhatott az ifjú párral. Marija Pavlovnának és Vilmos hercegnek egyetlen fia született:
- Lennart herceg (1909–2004), morganatikus házassága miatt lemondott címeiről, később Wisborg Bernadotte grófja.

A házasság kezdetben sikeresnek tűnt. Marija Pavlovna boldog volt, hogy elszabadulhatott otthonról; erről egyik levelében így írt Vilmos hercegnek: „Akkor majd végre együtt utazgathatunk és úgy élhetünk, ahogyan csak szeretnénk. Gyönyörű élet elé nézek, egy szerelemmel és boldogsággal teli élet elé, pont úgy, ahogyan azt legutóbbi leveleidben megírtad”. A nagyhercegnő vásárolt magának egy házat Svédországban, és már eljegyzésekor belefogott a svéd nyelv megtanulásába. A svédek körében nagy népszerűségre tett szert, megnyerte magának apósa rokonszenvét is. Legtöbb idejét fiának szentelte, aki számára és egy mesekönyvet is írt. A nagyhercegnő és férje kapcsolata ellenben viszonylag rövid időn belül tönkrement. Vilmos herceg a haditengerészetnél szolgált, az év legnagyobb részét a tengeren töltötte, távol a családjától. A svéd királyi udvar etikettjét és szokásait Marija Pavlovna nem tudta megszokni és elfogadni, melyben közrejátszott az is, hogy míg a svédek evangélikus keresztények, addig ő megtartotta ortodox hitét. A pár nem tudta leküzdeni a problémákat, 1913-as németországi utazásuk során a válás gondolata is felmerült. A nagyhercegnő találkozott édesapjával, aki megdöbbenve tapasztalta, hogy Marija Pavlovna belebetegedett boldogtalan életébe. A cári család egyetértésével Marija Pavlovna hazatért Oroszországba, a svéd udvar pedig megkezdte a tárgyalásokat a válással kapcsolatban.

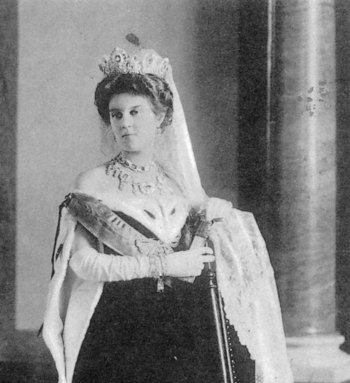
Marija Pavlovna södermanlandi hercegné svéd díszruhában

A házasság felbontását 1914. március 13-án mondták ki. A megállapodás értelmében Marija Pavlovna lemondott fiáról, aki Svédországban maradt édesapjával. Lennart herceg gondját elsősorban apai nagyanyja, Viktória királyné viselte, a herceg soha nem került meghitt kapcsolatba Marija nagyhercegnővel. Marija Pavlovna egyébként Jelizaveta Fjodorovna nagyhercegnét hibáztatta a „sürgetésért, amiért ki akart engem házasítani, és minden olyan gondolat hiányáért, ami egy ilyen szerződés érzelmi oldalára vonatkozott volna”. A nagyhercegnő egyedül öccsével, Dmitrij Pavloviccsal állt bensőséges viszonyban még annak ellenére is, hogy Dmitrij nagyherceg olyannyira közel állt Jelizaveta Fjodorovnához, hogy mikor a nagyhercegné zárdába vonult, Dmitrij Pavlovicsra hagyta minden vagyonát.

### A forradalom, száműzetésben
Az első világháború kitörése után Marija nagyhercegnő a cári család legtöbb női tagjához hasonlóan önkéntes ápolónak jelentkezett. Egy pszkovi kórházban teljesített szolgálatot; miközben viszonya megjavult Jelizaveta nagyhercegnével. Rendszeres levelezést tartott fenn egykori nevelőanyjával, és többször meglátogatta őt a kolostorban. Édesapjával is felvette a kapcsolatot, többször is vendég volt Pavel nagyherceg otthonában, ahol megismerkedett három féltestvérével és apja második feleségével. A nagyhercegnő egyedül fivérére neheztelt, mert nem értesítette őt a Grigorij Jefimovics Raszputyin meggyilkolásáról szőtt terveiről. Mikor kiderült, hogy Dmitrij Pavlovics is részese volt a bűntettnek, a cár száműzetésre ítélte. Marija Pavlovna egyike volt azon családtagoknak, akik levélben könyörögtek az uralkodóhoz az ítélet módosításáért, hasztalan. Mint később kiviláglott, ez a száműzetés óvta meg Dmitrij nagyherceget attól, hogy a bolsevikok őt is őrizetbe vegyék és kivégezzék.
1917. szeptember 19-én Pavlovszkban a cári rendszer megdöntését követően Marija Pavlovna másodszor is megházasodott; Szergej Mihajlovics Putyjatyin herceg (1893–1966) vezette oltár elé. A frigyből egyetlen gyermek született:
- Roman Szergejevics Putyjatyin herceg (1918. július 17. – 1919 májusa), kisgyermekként elhalálozott.

Roman Szergejevics herceg keresztelőjét pont aznap tartották, melyen kivégezték Jelizaveta Fjodorovna mellett kivégezték Marija Pavlovna féltestvérét, Vlagyimir Pavlovics Palej herceget és több más családtagot. A keresztelőn részt vettek Marija Pavlovna le nem tartóztatott féltestvér húgai, Irina és Natalja Pavlovna, valamint a nagybeteg Pavel Alekszandrovics is. Pavel nagyherceget pár nappal később tartóztatta le a bolsevik kormány, és számos rokonához hasonlóan kivégezték. Marija Pavlovna és férje az elfogatásoktól tartva elmenekültek Oroszországból, Szergej Putyjatyin herceg szüleire hagyva a csecsemő Roman herceget. A házaspár először Marija Pavlovna unokatestvérénél, Mária román királynénál keresett menedéket Bukarestben, később Párizsba, végül Londonba emigráltak. A nagyhercegnő és férje itt kapta meg a Putyjatyin nagyszülők levelét, melyben a bélbetegségben szenvedő Roman herceg haláláról tudósítottak.
A nagyhercegnő Londonban találkozott ismét öccsével, aki szintén elhagyta Oroszországot. A száműzetés első éveiben Marija Pavlovna ékszereinek eladásából tartották fenn magukat; később a nagyhercegnő „Kitmir” néven textilüzemet nyitott. A Kitmir egyike lett a párizsi divatvilágot szolgáló alapanyagok előállítóinak, szép jövedelmet termelve tulajdonosának. Kapcsolata Putyjatyin herceggel megromlott, házasságuk 1924-ben válással végződött. A nagyhercegnő száműzetésének legtöbb részét Európában töltötte, főként Németországban, Svájcban és Svédországban. Élt Spanyolországban is a spanyol királyné, Viktória Eugénia battenbergi hercegnő meghívására. Tizenkét évet töltött az Egyesült Államokban, ahonnan végül azért költözött át Argentínába, mert az USA elismerte a Szovjetuniót. A második világháború után tért vissza Európába.
A nagyhercegnő élete magányosan telt. Egyetlen barátjaként öccsét, Dmitrij nagyherceget tartotta számon, akinek 1942-ben bekövetkezett halálát óriási csapásként érte meg. Marija Pavlovna nagyhercegnő 1958. december 13-án szenderült jobblétre a Mainau kastélyban, Konstanz városa közelében.
Marija Pavlovna két könyvet is írt az életéről: az egyik az Amit tudtam, a másik az Egy hercegnő száműzetésben. Ezekben sajátos látásmóddal kritizálja a neveltetését és életpályáját.